# Hứa Tam Tỉnh
Hứa Tam Tỉnh (chữ Hán: 許三省, 1481-?), là một tiến sĩ Nho học và chính trị gia người Việt Nam, thời Lê - Mạc. Ông đỗ bảng nhãn đời vua Lê Uy Mục và làm quan cho nhà Lê rồi đến nhà Mạc sau này. Ông còn được dân gian gọi là Trạng Ngọt, vì xuất thân từ làng Ngọt, tỉnh Bắc Ninh.

## Tiểu sử
Hứa Tam Tỉnh sinh tại xã Như Nguyệt, huyện Yên Phong (nay thuộc xã Tam Giang huyện Yên Phong, tỉnh Bắc Ninh). Ông đỗ Đệ nhất giáp Tiến sĩ cập đệ đệ nhị danh (tức bảng nhãn) khoa Mậu Thìn niên hiệu Đoan Khánh năm thứ 4 (1508) đời vua Lê Uy Mục. Việc đỗ đạt của ông cũng gắn liền với giai thoại "Trạng Me đè Trạng Ngọt". Tương truyền, trong khoa thi này thì Nguyễn Giản Thanh ở làng Me vốn chỉ đậu bảng nhãn còn Hứa Tam Tỉnh (làng Ngọt) đậu trạng nguyên. Trong buổi lễ ra mắt vua, các tân khoa phải làm một bài phú dâng tặng vua và hoàng thái hậu (mẹ của vua). Hoàng thái hậu thấy Hứa Tam Tỉnh dung mạo xấu xí thì không ưng lắm, trong khi đó Nguyễn Giản Thanh khuôn mặt khôi ngô thanh tú nên bà muốn cân nhắc ông lên làm trạng nguyên. Vua vì muốn chiều lòng mẹ nên đánh giá bài phú của Nguyễn Giản Thanh cao hơn và trao danh hiệu trạng nguyên cho ông. Do đó dân gian có câu Trạng (làng) Me đè trạng (làng) Ngọt.
Sau khi đỗ đạt, ông được cử đi sứ sang nhà Minh năm 1516. Ở thời điểm này, nội bộ triều chính nhà Lê đã vô cùng rối ren và suy yếu với thế lực của Mạc Đăng Dung đang dần khống chế triều chính. Tuy nhiên, sử lại không chép về những hoạt động chính trị của ông trong thời kỳ khủng hoảng này.
Sau khi nhà Lê mất về tay họ Mạc, Hứa Tam Tỉnh ra làm quan cho nhà Mạc. Ông lại được cử đi sứ sang nhà Minh. Khi trở về, ông được thăng Thượng thư Bộ Lại, hàm Thiếu bảo, tước Đôn Giáo bá. Sau đó, ông về trí sĩ, và sống thầm lặng cho đến cuối đời, không rõ năm mất. Sử cũng không chép rõ nguyên nhân vì sao ông lại về trí sĩ.